# قصف مركز العوجاء
قصف مركز العوجاء في نوفمبر 2013 هو قصف بستة قذائف هاون على مركز حدودي سعودي مع العراق يتبع المركز لمحافظة حفر الباطن التابعة للمنطقة الشرقية من المملكة العربية السعودية ، و قد تبنت العملية مليشيا مسلحة عراقية تطلق على نفسها اسم جيش المختار ، و أعلن حرس الحدود السعودي أن القذائف سقطت يوم الخميس الموافق 21 نوفمبر 2013 و لم تسفر عن أضرار تذكر ، و أدانت وزارة الخارجية العراقية هذا العمل 